# 沈阳老字号列表
本列表列出由沈阳市人民政府评选出的沈阳老字号。

## 首批
- 沈阳萃华金银珠宝股份有限公司（同為商務部評出的中華老字號）
- 沈阳老边饺子馆（中華老字號）
- 沈阳市沈河区马烧麦馆（中華老字號）
- 沈阳市宝发园名菜馆（中華老字號）
- 沈阳市甘露饺子馆（中華老字號）
- 辽宁东祥金店珠宝有限公司
- 沈阳朝鲜族百货大楼有限责任公司
- 沈阳市大东副食品商场（中華老字號）
- 沈阳市中和福茶庄
- 沈阳大光明钟表眼镜有限公司
- 沈阳铁西百货大楼有限公司
- 沈阳市胡魁章笔庄
- 沈阳工艺美术商厦有限责任公司
- 沈阳鹿鸣春饭店有限公司
- 沈阳西塔大冷面餐饮有限公司
- 沈阳市三盛轩回民饺子馆
- 沈阳市铁西区二合永回民饭店
- 沈阳市明湖春酒店
- 沈阳市铁西区馨香包子铺
- 沈阳市李连贵熏肉大饼餐饮中心
- 沈阳市苏家屯区老友谊冷面店
- 沈阳市普云楼原味斋烤鸭店
- 沈阳广生堂药业有限责任公司
- 沈阳天益堂药房连锁有限公司
- 沈阳泰和堂医药有限公司
- 沈阳红药制药有限公司
- 东北制药总厂
- 东北制药集团公司沈阳第一制药厂
- 沈阳中街冰点城食品有限公司
- 沈阳稻香村商业有限公司
- 沈阳克拉古斯食品有限公司
- 沈阳天江老龙口酿造有限公司
- 华润雪花啤酒（辽宁）有限公司
- 沈阳八王寺实业有限公司
- 沈阳储运集团公司第一分公司
- 沈阳市光陆电影院

## 第二批
- 沈阳生生摄影有限公司
- 沈阳市协顺园回头馆总店
- 沈阳红梅味精股份有限公司
- 沈阳市戏装厂
- 沈阳沈河金砚中医骨伤科诊所

## 第三批
- 沈阳爱新觉罗祖家坊酒业有限公司
- 沈阳市糖酒配送有限公司
- 沈阳市铁西副食公司

## 第四批
- 沈阳市第二百货商店
- 沈阳市五一商场有限公司
- 沈阳市化工原料公司同德分公司
- 沈阳市十里香酿酒厂
- 沈阳沈河明远堂中医眼科诊所
- 沈阳孔氏正骨研究所中医骨伤诊所